# Cystorchis rostellata
Cystorchis rostellata är en orkidéart som beskrevs av Johannes Jacobus Smith. Cystorchis rostellata ingår i släktet Cystorchis, och familjen orkidéer. Inga underarter finns listade i Catalogue of Life.